# Aurach (Ansbach)
Aurach este o comună aflată în districtul Ansbach, landul Bavaria, Germania.